# Sartoria
Sartoria é um género botânico pertencente à família Fabaceae.